# Okupacija Javornika
Okupacija Javornika (1984) je avtobiografski roman Pavleta Zidarja. Travmatične dogodke druge svetovne vojne opisuje iz otroške perspektive.

## Zgradba in motivi
Roman je iz treh delov. Najdaljši je drugi del o drugi svetovni vojni v domačem kraju Javorniku. Kot že večkrat prej govori o sabotaži, v katero je bil vpleten kot šolar, in o zaporu v Begunjah. Resnične osebe je v romanu preimenoval (npr. učiteljica Uhanova Poldka predstavlja njegovo dejansko učiteljico Francko Udir). Delo je posvetil dr. Francetu Avčinu in njegovi soprogi Liljani.

## Vsebina
Glavni junak romana Zvonko je s Slovenskega Javornika. Domači kraj idealizira, kazi ga le železarna. Vsako leto  obiskuje teto in strica na Koroški Beli. Med vaščani izstopajo nekdanji veleposestnik Kúnavec, ki ga je železarna prisilila v prodajo zemlje, invalid Lúžan in učiteljica Uhanova Poldka. Do šole je negativno razpoložen. 
Drugi del romana se dogaja leta 1941. Mama in oče sta se nenehno prepirala, mama je grozila, da se bo odselila, do sina ni bila ljubeča. Po rojstvu sestre Elice je postala prijaznejša. Vdor vojne je prikazan iz Zvonkove otroške perspektive. Med odraslimi se je širil strah, vendar sam vojne sprva ni dojel kot grožnjo. Učiteljica Marija Banko jim je zadnje dni pred prihodom okupatorja razlagala o domovini in nagovarjala k borbi zanjo. Ljudje so se tolažili, da jim ne bo hudega, ker so Korošci; Zvonko je večkrat slišal mamo in očeta govoriti v nemščini. Radio je po novem predvajal Hitlerjeve govore. Šola se je začasno zaprla, učiteljica je naznanila, da so vsi razred opravili uspešno. Tega se je Zvonko, ki je v šoli vse prej kot blestel, razveselil. V vas je vkorakala italijanska vojska, po enem tednu jo je nadomestila nemška. Zvonko je bil pozvan, da se pridruži organizaciji Hitlerjugend, starša sta bila pozvana v organizacijo Heimatbund. Mnogi prebivalci Javornika in Koroške Bele so bili izseljeni v Srbijo, veliko domoljubov in komunistov je bilo ubitih. Konec avgusta je bil Zvonko spet v šoli, tokrat nemški. Vsi učenci so bili uvrščeni en razred nižje, pouk je sprva potekal povsem v nemščini. Zaradi streljanj so med poukom iz razreda odhajali Zvonkovi sošolci, ki so bili prisiljeni v izgnanstvo. Razmere v vasi so se slabšale, živilske karte družinam niso omogočale zadostne prehrane, med ljudmi se je začela širiti lakota.
Skupine partizanov, ki so bile sprva poznane kot gošarji in banditi, so se razvile v vojsko. V njihove načrte se je zapletel tudi Zvonko, čeprav je mama skušala omejiti sinove stike z okolico. Zvonko je v šoli podtaknil eksploziv. Pri tem so umrle nemška učiteljica in nekaj sošolk, česar avtor v romanu ne omeni, vendar je znano iz drugih virov. Druga akcija je bila likvidacija Mice, ki je ubila partizana. Zvonkova naloga je bila, da jo spravi pred okno, kamor sta puške namerila dva partizana. Mica je sumljivi obisk dvanajstletnika prepoznala kot past in se rešila. Teden dni kasneje je bil aretiran in odpeljan v zloglasno kaznilnico Begunje. Ob prihodu so jim odvzeli vso lastnino. Nemški pazniki so bili navdušeni nad nemščino, ki so se je otroci naučili v šoli, zaradi česar so bili do njih sprva prijazni. Ko pa so zapeli partizanske pesmi, tri dni za kazen niso dobili hrane. Kdor je hranil živež od prejšnjih dni, ga je skrival pred ostalimi zaporniki. Ko je prišlo do kraje, je bil po krivem obtožen Zvonko in bil za kazen tepen. Pri grabljenju listja so imeli priložnost za pobeg, vendar je niso izkoristili. S tem so si rešili življenje, saj so jih ob žici najbrž čakali vojaki, ki bi jih postrelili. Ob koncu vojne so jih osvobodili partizani. Iz zaporov so preprosto odšli, sledilo je razoroževanje okupatorjev.
Po mnogih letih se srečata Zvonko in Rajko, ki je bil v zaporu vpleten v kaznovanje Zvonka.

## Odlomki iz kritik
Roman je odlično literarno delo in hkrati literarnozgodovinski dokument. /…/ Lahko bi rekli, da je bila to njegova osebna in pisateljska vrnitev na Javornik - v domači kraj, v raj, iz katerega je bil izgnan. Zdaj je bil tu sprejet z vsem spoštovanjem. (Malenšek 2009: 269)

### Kritike
- Aleksander Zorn. Okupacija Javornika (Pavle Zidar). Kritika branja. Ljubljana: Mladinska knjiga, 1988. 152. (COBISS)
- Jože Šifrer. Pavle Zidar: Okupacija Javornika. Pisatelji in knjige. Maribor: Obzorja, 1988. 89. (COBISS)
- Jože Šifrer. Delo 26/250 (1984). 8.
- Nada Gaborovič. Borec 11 (1984). 692–93.
- Aleksander Zorn. Naši razgledi 15 (1984). 438.
- Samo Simčič. Dnevnik 203 (1984). 17.
- Slovenko (Franc Knobelj). Železar 33 (1984). 10.
- Boris Bogataj. Glas 66 (1984). 5.
- Janez Povše. Primorski dnevnik 237 (1984). 9.
- František Benhart. Sodobnost 4 (1985). 401–02
- Aleksander Zorn. Kritika branja. Ljubljana: Mladinska knjiga, 1988.